# Anno milleno quadringe vige quoque seno
Anno milleno quadringe vige quoque sen (pol. Roku tysiąc czterechsetnego i dwudziestego szóstego) – wiersz po łacinie autorstwa Marcina ze Słupcy, upamiętniający zmarłego w 1426 biskupa Andrzeja Łaskarza.
Utwór jest znany także jako Wiersz na śmierć Andrzeja Łaskarza z Gosławic. Data powstania utworu nie jest znana. Wiersz znajdował się w zniszczonym w czasie II wojny światowej kodeksie Jana ze Słupcy, krewnego Marcina. Tekst został opublikowany w 1892 przez Aleksandra Brücknera w zbiorze Średniowieczna poezja łacińska w Polsce.
Wiersz składa się z 55 wersów pisanych heksametrem. Rozpoczyna się pochwałą nieżyjącego biskupa (pokora, pobożność, hojność w fundowaniu kościołów, talent kaznodziejski). Następnie opisywana jest powszechna rozpacz po jego śmierci (lud opłakuje zmarłego, stara się dotknąć ciała leżącego na marach). Końcowa część zawiera pocieszenie i prośbę do Boga, aby wysłał anioła po duszę biskupa. Na końcu wiersza zawarte są informacje o autorze (Słupczanin, syn Olbrachta). W wierszu znalazły się zapożyczenia z poezji Persjusza, Owidiusza, Wergiliusza, a także autorów polskich, jak Adam Świnka i Grzegorz z Sanoka.